# إيباني بريدجز
إيباني بريدجز (مواليد 22 سبتمبر 1986) هي ملاكمة محترفة أسترالية وهي حالياً الحاصلة على حزام الاتحاد الدولي للملاكمة في وزن البانتام.

## روابط خارجية
- إيباني بريدجز على موقع بوكس ريك (الإنجليزية) (registration required)